# Faboideae

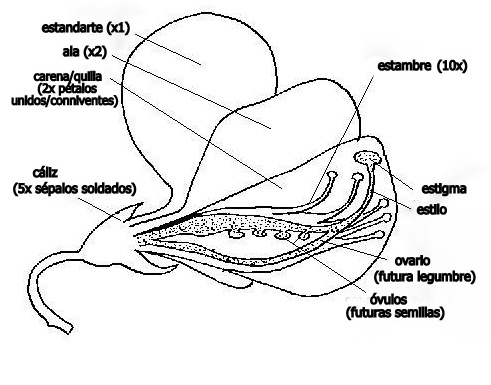
Esquema de una flor de Faboideae (Papilionoideae) y sus componentes; vista lateral.

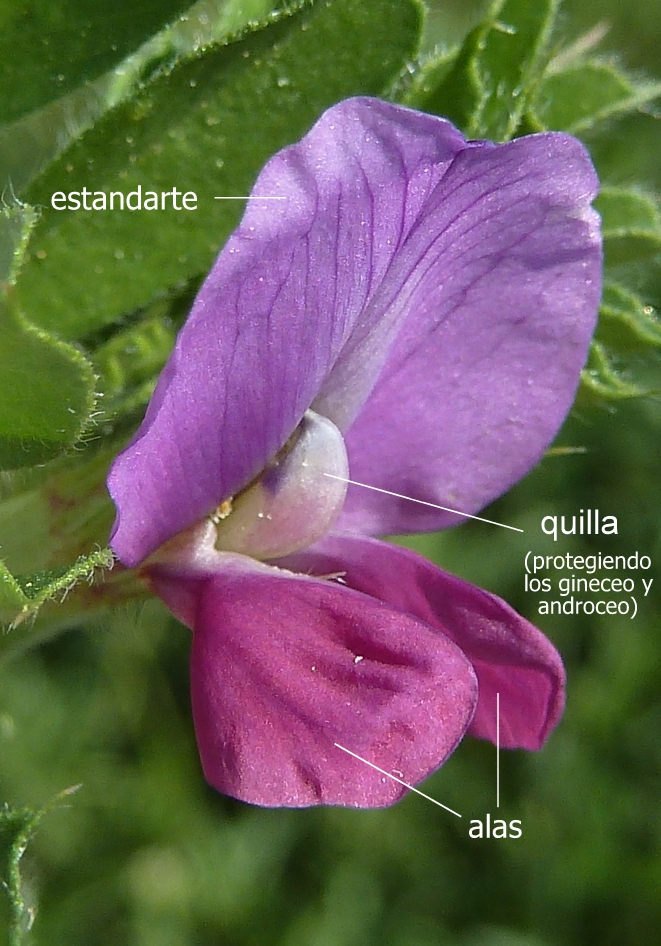
Componentes de la corola de una flor de Faboideae (Papilionoideae); vista fronto-lateral (Vicia sativa.)

Faboideae es una de las tres subfamilias en las que se divide la familia de las Leguminosas o Fabáceas (Fabaceae).  El nombre alternativo para la subfamilia es Papilionoideae. Es la división más grande de la familia, y se extiende por todos los continentes excepto las regiones árticas.
Comprende 476 géneros y 13900 especies. Los géneros con mayor número de especies son Astragalus (2400 a 3270), Indigofera (700), Crotalaria (700), Mirbelia sensu lato (450), Tephrosia (350), Desmodium (300), Aspalathus (300), Oxytropis (300), Adesmia (240), Trifolium (240), Rhynchosia (230), Lupinus (200), Aeschynomene (160), Hedysarum (160), Lathyrus (160), Vicia (160), Dalea (150), Eriosema (150), Lotononis (150), Millettia (150), Vigna (150), Swartzia (140), Daviesia (135), Lonchocarpus (135), Machaerium (130), Onobrychis (130), Ormosia (130), Lotus (inc. Coronilla, 125), Lonchocarpus (120), Erythrina (110), Gastrolobium (110), Mucuna (105) y Pultenaea (100). Las especies leñosas son preferiblemente termófilas, muchas herbáceas son de regiones templadas y frías, si bien están también representadas en los trópicos. Comprende muchas plantas útiles y muy conocidas, tales como arveja, garbanzo, poroto o frijol, arvejilla, tréboles, haba, alfalfa, soja, lenteja, entre otras.
Las plantas de esta subfamilia se reconocen de las demás subfamilias de leguminosas debido a que sus flores poseen cuatro pétalos envueltos entre sí, creando un tubo por cuyo extremo sobresalen sus largos estambres. El quinto pétalo está extendido como una vela y se denomina estandarte, velamen o vexilo.

## Descripción
Son árboles, arbustos, trepadoras leñosas o herbáceas perennes o anuales. Las hojas son, por lo general, pinadas o digitadas, frecuentemente trifoliadas, algunas veces unifoliadas y hasta nulas, pero nunca bipinadas. Las flores se disponen en racimos, panojas, capítulos o espigas. Son zigomorfas, rara vez actinomorfas. La prefloración es imbricada, rara vez valvar; la prefloración de la corola se dice descendente: el estandarte es externo, cubriendo los pétalos vecinos. La corola es generalmente "amariposada" o "papilionoidea", con los dos pétalos inferiores conniventes o unidos en el ápice, formando la quilla (o carena), los dos laterales extendidos como alas y el superior erguido o reflejo, de mayor tamaño, llamado estandarte. EL cáliz está formado por 5 sépalos soldados entre sí y es campanulado o tubuloso. El androceo está formado por 10 estambres, rara vez menos, generalmente escondidos dentro de la quilla y se hallan más o menos soldados entre sí, típicamente son diadelfos (9+1), pero también poliadelfos o libres. Los óvulos son campilótropos. Las semillas presentan un embrión curvado, raramente recto; el hilo es de tamaño mediano a grande.

## Tribus
- Abreae
- Adesmieae
- Aeschynomeneae
- Amorpheae
- Bossiaeeae
- Brongniartieae
- Carmichaelieae
- Cicereae
- Crotalarieae
- Dalbergieae
- Desmodieae
- Dipteryxeae
- Euchresteae
- Fabeae
- Galegeae
- Genisteae
- Hedysareae
- Indigofereae
- Loteae
- Millettieae
- Mirbelieae
- Phaseoleae
- Podalyrieae
- Psoraleeae
- Robinieae
- Sesbanieae
- Sophoreae
- Swartzieae
- Thermopsideae
- Trifolieae
- Vicieae

## Géneros
Los géneros de la subfamilia son:
- Abrus
- Acosmium
- Adenocarpus
- Adenodolichos
- Adesmia
- Aenictophyton
- Aeschynomene
- Afgekia
- Aganope
- Airyantha
- Aldina
- Alexa
- Alhagi
- Alistilus
- Almaleea
- Alysicarpus
- Amburana
- Amicia
- Ammodendron
- Ammopiptanthus
- Amorpha
- Amphicarpaea
- Amphimas
- Amphithalea
- Anagyris
- Anarthrophyllum
- Andira
- Angylocalyx
- Antheroporum
- Anthyllis
- Antopetitia
- Aotus
- Aphyllodium
- Apios
- Apoplanesia
- Apurimacia
- Arachis
- Argyrocytisus
- Argyrolobium
- Arthroclianthus
- Aspalathus
- Astracantha
- Astragalus
- Ateleia
- Austrodolichos
- Austrosteenisia
- Baphia
- Baphiopsis
- Baptisia
- Barbieria
- Behaimia
- Bergeronia
- Bituminaria
- Bobgunnia
- Bocoa
- Bolusafra
- Bolusanthus
- Bolusia
- Bossiaea
- Bowdichia
- Brachysema
- Brongniartia
- Brya
- Bryaspis
- Buceras
- Burkilliodendron
- Butea
- Cadia
- Cajanus
- Calia
- Calicotome
- Callerya
- Callistachys
- Calophaca
- Calopogonium
- Calpurnia
- Camoensia
- Camptosema
- Campylotropis
- Canavalia
- Candolleodendron
- Caracalla
- Caragana
- Carmichaelia
- Carrissoa
- Carstienses
- Cascaronia
- Castanospermum
- Catiang
- Caulorrhizae
- Centrolobium
- Centrosema
- Chadsia
- Chaetocalyx
- Chamaecytisus
- Chapmannia
- Chesneya
- Chorizema
- Christia
- Cicer
- Cladrastis
- Clathrotropis
- Cleobulia
- Clianthus
- Clitoria
- Clitoriopsis
- Cochlianthus
- Codariocalyx
- Collaea
- Cologania
- Colutea
- Condylostylis
- Condylostylus
- Cordyla
- Coronilla
- Coursetia
- Craibia
- Cranocarpus
- Craspedolobium
- Cratylia
- Crotalaria
- Cruddasia
- Cullen
- Cyamopsis
- Cyathostegia
- Cyclocarpa
- Cyclolobium
- Cyclopia
- Cymbosema
- Cytisophyllum
- Cytisopsis
- Cytisus
- Dahlstedtia
- Dalbergia
- Dalbergiella
- Dalea
- Dalhousiea
- Daviesia
- Decorsea
- Deflexae
- Dendrolobium
- Dendrotelis
- Derris
- Desmodiastrum
- Desmodium
- Dewevrea
- Dichilus
- Dicraeopetalum
- Dillwynia
- Dioclea
- Diphyllarium
- Diphysa
- Diplotropis
- Dipogon
- Dipteryx
- Discolobium
- Disynstemon
- Dolichopsis
- Dolichos
- Droogmansia
- Dumasia
- Dunbaria
- Dussia
- Dysolobium
- Ebenus
- Echinospartum
- Eleiotis
- Eminia
- Endosamara
- Erectae
- Erectoides
- Eremosparton
- Erichsenia
- Erinacea
- Eriosema
- Errazurizia
- Erythrina
- Etaballia
- Euchilopsis
- Euchresta
- Eutaxia
- Eversmannia
- Exostyles
- Extranervosae
- Eysenhardtia
- Fiebrigiella
- Fissicalyx
- Flemingia
- Fordia
- Galactia
- Galega
- Gastrolobium
- Geissaspis
- Genista
- Genistidium
- Geocarpa
- Geoffroea
- Gliricidia
- Glossostylus
- Glycine
- Glycyrrhiza
- Gompholobium
- Gonocytisus
- Goodia
- Grazielodendron
- Gueldenstaedtia
- Halimodendron
- Hammatolobium
- Haplormosia
- Hardenbergia
- Harleyodendron
- Harpalyce
- Hebestigma
- Hedysarum
- Herpyza
- Hesperolaburnum
- Heteranthae
- Heynianae
- Hippocrepis
- Hoita
- Holocalyx
- Hovea
- Humularia
- Hybosema
- Hymenocarpos
- Hymenolobium
- Hypocalyptus
- Indigofera
- Inocarpus
- Intertextae
- Isotropis
- Isthmocarpae
- Jacksonia
- Jansonia
- Kennedia
- Kotschya
- Kummerowia
- Lablab
- Laburnum
- Lamprolobium
- Lasiospron
- Lathyrus
- Latrobea
- Lebeckia
- Lecointea
- Lennea
- Lens
- Leptoderris
- Leptodesmia
- Leptosema
- Leptospireae
- Leptospron
- Lespedeza
- Lessertia
- Leucomphalos
- Liebrechtsia
- Liparia
- Lonchocarpus
- Lotononis
- Lotus
- Luetzelburgia
- Lunatae
- Lupinus
- Lupularia
- Luzonia
- Maackia
- Machaerium
- Macrodontae
- Macropsychanthus
- Macroptilium
- Macrotyloma
- Margaritolobium
- Marina
- Mastersia
- Mecopus
- Medicago
- Melilotus
- Melliniella
- Melolobium
- Mildbraediodendron
- Millettia
- Mirbelia
- Monopteryx
- Mucuna
- Muelleranthus
- Mundulea
- Myrocarpus
- Myrospermum
- Myroxylon
- Mysanthus
- Nemcia
- Neocollettia
- Neoharmsia
- Neonotonia
- Neorautanenia
- Neorudolphia
- Nephrodesmus
- Nesphostylis
- Nissolia
- Nogra
- Olneya
- Onobrychis
- Ononis
- Ophrestia
- Orbexilum
- Orbiculares
- Oreophysa
- Ormocarpopsis
- Ormocarpum
- Ormosia
- Ornithopus
- Oryxis
- Ostryocarpus
- Otholobium
- Otoptera
- Oxylobium
- Oxyrhynchus
- Oxytropis
- Pachyrhizus
- Pachyspireae
- Panurea
- Paracalyx
- Paramachaerium
- Parochetus
- Parryella
- Pearsonia
- Pediomelum
- Pedunculares
- Peltiera
- Periandra
- Pericopsis
- Petaladenium
- Peteria
- Petteria
- Phaseolus
- Phylacium
- Phyllodium
- Phyllota
- Phylloxylon
- Physostigma
- Pickeringia
- Pictetia
- Piptanthus
- Piscidia
- Pisum
- Plagiocarpus
- Platycarpae
- Platycelyphium
- Platycyamus
- Platylobium
- Platymiscium
- Platypodium
- Platysepalum
- Plectrotropis
- Podalyria
- Podocytisus
- Poecilanthe
- Poiretia
- Poitea
- Polhillia
- Pongamiopsis
- Procerae
- Procumbentes
- Prorhizomatosae
- Pseudarthria
- Pseudeminia
- Pseudoeriosema
- Pseudoliebrechtsia
- Pseudovigna
- Psophocarpus
- Psoralea
- Psoralidium
- Psorothamnus
- Pterocarpus
- Pterodon
- Ptycholobium
- Ptychosema
- Pueraria
- Pultenaea
- Pycnospora
- Pyranthus
- Rafnia
- Ramorinoa
- Reflexae
- Retama
- Reticulatae
- Rhizomatosae
- Rhodopis
- Rhynchosia
- Rhynchotropis
- Riedeliella
- Robinia
- Robynsiophyton
- Rotatae
- Rothia
- Rupertia
- Sakoanala
- Salweenia
- Sarcodum
- Sartoria
- Schefflerodendron
- Scorpiurus
- Sellocharis
- Sesbania
- Shuteria
- Sigmoidotropis
- Sinodolichos
- Smirnowia
- Smithia
- Soemmeringia
- Sophora
- Spartidium
- Spartium
- Spathionema
- Spatholobus
- Sphaerolobium
- Sphaerophysa
- Sphenostylis
- Sphinctospermum
- Spirocarpos
- Spirotropis
- Spongiocarpella
- Stauracanthus
- Stirtonanthus
- Stracheya
- Streblorrhiza
- Strongylodon
- Strophostyles
- Stylosanthes
- Styphnolobium
- Sutherlandia
- Swainsona
- Swartzia
- Sweetia
- Sylvichadsia
- Tadehagi
- Taralea
- Taverniera
- Teline
- Templetonia
- Tephrosia
- Teramnus
- Teyleria
- Thermopsis
- Tipuana
- Trierectoides
- Trifidacanthus
- Trifolium
- Trigonella
- Tripodion
- Triseminatae
- Uleanthus
- Ulex
- Uraria
- Uribea
- Urodon
- Vandasina
- Vatairea
- Vataireopsis
- Vatovaea
- Vavilovia
- Vermifrux
- Vicia
- Vigna
- Viminaria
- Virgilia
- Weberbauerella
- Wiborgia
- Wisteria
- Xanthocercis
- Zollernia
- Zornia